# Cerco de Jafa
O Cerco de Jafa foi uma batalha travada entre 3 e 7 de março de 1799, entre a França e o Império Otomano. Os franceses se saíram vitoriosos, sendo liderados pelo general Napoleão.

## História

### Antecedentes
Conquistado o Egito, Napoleão achou por bem assegurá-lo, estendendo a campanha para mais longe. O domínio otomano devia ser combatido mais além do Sinai para dissuadir os turcos de tentar recuperar as conquistas francesas de Julho de 1798.
De fato, na região da Síria, Djezzar Paxá, o governador otomano local, preparava um exército para tentar a reconquista da cidade do Cairo. Parte da cavalaria mameluca, liderada por Ibrahim Bey, que havia sobrevivido à derrota na batalha das Pirâmides (21 de Julho de 1798), retirara-se para a Síria, e reforçava-lhe agora o esforço.
Napoleão, seguindo a máxima de Maquiavel que recomendava que "se uma guerra é inevitável o melhor é travá-la logo que possível", em Fevereiro de 1799, contando com quatro divisões de Infantaria e uma de Cavalaria, num total de 13 mil homens, pôs-se em marcha. No comando das divisões, além do próprio Napoleão, estavam os generais Jean-Baptiste Kléber, Jean Lannes, Reynier e Bon, amparados por um razoável parque de artilharia.
Excetuando-se a resistência que encontrou diante do Forte de Alarixe, que lhes atrasou a marcha em cerca de dez dias, a estrada para a Palestina manteve-se-lhes aberta.

### O cerco a Jafa
O primeiro objetivo tático era a ocupação do porto de Jafa, na costa da Palestina, que poderia ser utilizado pela frota turca para um desembarque a qualquer momento. Estabeleceu-se, assim, o certo à cidade, a partir de 3 de Março de 1799. A cidade contava, além de cerca de 8 mil habitantes, com mais cerca de 4 a 5 mil soldados. As tropas locais, sob o comando de Acmade Aga, resultavam de uma composição de magrebinos, do noroeste da África, de albaneses, de sudaneses e dos mamelucos de Ibrahim Bey.
Às 7 horas da manhã de 3 de março, a artilharia francesa abriu fogo contra os muros de Jafa. Entre as 15 e as 16 horas uma brecha razoável havia sido aberta, permitindo que a tropa de assalto penetrasse por ela nas vielas do antigo porto. No interior da cidade tomada, os soldados franceses se depararam com homens que haviam libertado sob palavra em El Arish, descarregando sua frustração contra a população civil de Jafa, de tal modo que, em três dias foram mortas cerca de 1 500 pessoas. O coronel Chalbrand, nos seus "Commentaires", deixou registrado: "Então começou a carnificina da qual é impossível ter-se uma ideia. Minha pena se recusa a descrever esta pintura terrível."

### O massacre
No dia 6 de Março, cerca de três mil soldados otomanos (entre eles grande número de albaneses), refugiados numa espécie de grande estalagem pública no centro da cidade, renderam-se em troca de garantias de vida. Napoleão, que mandara seus ajudantes de campo entrar na cidade para tentar sustar a matança, demonstrou irritação quando Eugênio de Beauharnais, seu enteado, saiu com aquela massa de prisioneiros, todos com as mãos amarradas às costas.
O problema colocado para o comando francês era essencialmente logístico: muitos daqueles homens haviam sido capturados pelos mesmos franceses durante o anterior cerco a El Arish, havendo sido libertados em troca da promessa de não levantarem mais as suas armas contra Napoleão. Novamente cativos dos franceses, se libertados retornariam às fileiras turcas para combater novamente; se mantidos presos, necessitariam de escolta até ao Egipto, desfalcando as tropas francesas na marcha planeada contra São João d'Acre. 
Em Conselho de Guerra descartou-se a possibilidade de mantê-los prisioneiros em Jafa, uma vez que não havia suprimentos suficientes para alimentá-los. Uma última alternativa considerada era evacuá-los via marítima, o que também se mostrou fora de cogitação devido à perda da esquadra francesa na batalha naval de Aboukir para o almirante britânico Horatio Nelson.
A decisão de Napoleão foi conhecida em 10 de Março: todos os prisioneiros deveriam ser fuzilados, tarefa que consumiu três dias. O número final dos executados na praia do porto nunca foi preciso, oscilando de um mínimo de 800 a 1 200, a um máximo de 2 a 3 mil homens. Há indicações de que, para poupar munição, muitos deles foram simplesmente degolados.
Como que para redimir-se da ordem que dera, Napoleão visitou, a 11 de Março um hospital de pestíferos em Jafa, chegando mesmo a tocar em alguns dos doentes para mostrar aos seus homens que não deviam temer aquele mal.

### O cerco a São João de Acre
O sítio a Acre mostrou-se infrutífero. Em 20 de abril de 1799, ele pensou em preparar uma proclamação em favor de um Estado Judeu na Palestina. Todavia, o insucesso da tomada da cidadela levou-o a desistir da ideia e a bater em retirada de volta ao Cairo, sepultando o seu desejo de marchar até Constantinopla para derrubar o Sultão. Os turcos que o perseguiram vingaram-se nos feridos franceses que haviam sido deixados para trás no mosteiro do Monte Carmelo, matando todos eles a baionetas em suas camas de hospital.